# Xenos. Contact între civilizații
Xenos. Contact între civilizații este o antologie de povestiri științifico-fantastice românești coordonată de Antuza Genescu. Povestirile au ca temă comună contactul oamenilor cu extratereștri. A apărut la Editura Nemira, la 6 mai 2014, în Colecția Nautilus.
Antologia Xenos. Contact între civilizații a fost un proiect comun al Societății Române de Science Fiction și Fantasy și al editurii Nemira. Lansarea antologiei a avut loc în cadrul BookFest (de la Romexpo), sâmbătă 31 mai, ora 11:30, la standul editurii Nemira.

## Cuprins
- „Adevărul despre expediția Starky” de Liviu Radu[3][7]
- „Iar visezi femei?” de Cristian-Mihail Teodorescu[3][7]
- „John & John” de Mircea Liviu Goga[3][7]
- „Migrația” de Aurel Cărășel[3][7]
- „Întâlnire cu rhumbii” de Daniel Haiduc[3][7]
- „O insulă în marginea lumii” de Diana Alzner[3][7]
- „Secvență de zbor” de Ioana Vișan[3][7]
- „Cum să prinzi un extraterestru viu și nevătămat” de George Lazăr[3][7]
- „Luna sângerie” de Ștefana Czeller[3][7]

## Povestiri

### Adevărul despre expediția Starky
În „Adevărul despre expediția Starky” un fotograf transmite informații dintr-o zonă de conflict din Africa, la cererea guvernului său. Expediția se termină dezastruos, câțiva jurnaliști fiind uciși. Fotograful supraviețuitor consideră corectitudinea politică ca o nouă formă de cenzură a presei. Într-o discuție despre primul contact cu o inteligență din Univers, un personaj afirmă că „din punct de vedere tehnic și științific, diferența dintre noi și extratereștri ar fi mult mai mare decât era cea dintre europeni și pieile roșii“.

### Iar visezi femei?
„Iar visezi femei?” este o povestire de Cristian-Mihail Teodorescu.

### John & John
„John & John” este o povestire de Mircea Liviu Goga.

### Migrația
Povestirea lui Aurel Cărășel afirmă că dispariția dinozaurilor s-ar explica printr-o transhumanță stelară. Un semnal bio-chimico-energetic a anulat în trecut efectul de gravitație, iar dinozaurii au migrat către alte pășuni cosmice. Ei însă revin pe Pământ într-un proces fără sfârșit de „pășunat stelar ciclic“.

### Întâlnire cu rhumbii
În această povestire de Daniel Haiduc a avut loc colonizarea Lunii. Oamenii de pe Pământ pot face un circuit turistic pe Lună. Ei pot admira, printr-un perete de sticlă, diferite forme de viață extraterestră ajunse accidental pe satelitul Pământului și cărora oamenii le-au permis să viețuiască într-un perimetru marcat. Eroii povestirii formează un cuplu de agenți infiltrați printre turiști pentru a dejuca eventualele atentate teroriste ale celora care se simt amenințați de prezența străinilor.
Rhumbii sunt descriși ca „plutind încet, la un metru de podea,” din „materie organică verde-albăstruie,” protejați de „sfere transparente din care iese câte un mănunchi de tentacule subțiri și lungi.”

### O insulă în marginea lumii
„O insulă în marginea lumii” este o povestire de Diana Alzner în care trovanții de la Costești-Vâlcea ar fi de origine extraterestră. La descoperirea de către un detector amator, pe dealul din Golești, a celui mai mare tezaur monetar din România (caz real), scriitoarea adaugă și găsirea unor „pui de trovanți“ care sunt sparți, lucru care duce la eliberarea în atmosferă a unei bacterii care transformă oamenii în sclavii unei entități extraterestre (ca „două picioare de păianjen care atîrnă din cer“).

### Secvență de zbor
„Secvență de zbor” este o povestire de Ioana Vișan în care câțiva prospectori caută zăcăminte de minereuri pe o planetă locuită de meduze translucide plutitoare, de mărimea unui om. Accidental, are loc o contaminare între cele două rase.

### Cum să prinzi un extraterestru viu și nevătămat
„Cum să prinzi un extraterestru viu și nevătămat” este o povestire steampunk de George Lazăr. Extratereștrii au bombardat Lunca, apoi au ridicat un gard înalt, au plantat țepușe ca apărare și cer oamenilor produse agro-alimentare, dar și sânge nealterat de alcool. Oamenii pun la cale un război de eliberare; dar un puști cu sora lui prind un extraterestru-fetiță pe nume Cristina care le spune adevărul despre rasa lor, astfel că cele două civilizații se înfrățesc.

### Luna sângerie
„Luna sângerie” este o povestire de Ștefana Czeller.

## Vezi și
- Lista antologiilor de povestiri științifico-fantastice românești
- Lista volumelor publicate în Colecția Nautilus
- Lista cărților științifico-fantastice publicate în România după 1989
- 2014 în literatură
- 2014 în științifico-fantastic
- Călătorii în timp